# Shaanxi KJ-200
Le Shaanxi KJ-200 ou KongJing-200 est un avion militaire chinois destiné à remplir des missions de veille radar. Il est directement dérivé de l'avion de transport tactique Y-8. Son nom de code est "Balance Beam" .

## Historique

### Développements
Dès la fin des années 60, l'Armée populaire de libération a essayé de se doter d'engins de surveillance aérienne a radar rotatif en modifiant des Tupolev Tu-4 . Mais le projet échoua car les scientifiques chinois, sans assistance occidentale ni soviétique, ne purent finaliser le projet; un seul exemplaire,  désigné Xian KJ-1 fut construit mais immobilisé a terre.
Cependant, à la fin des années 90, la force aérienne de l'Armée populaire de libération réalisa qu'elle ne possédait pas la capacité d'alerte rapide et de surveillance aérienneet la Russie n'acceptait d'exporter que le Beriev A-50 avec des capacités considérablement réduites L'unique possibilité pour la Chine était de créer un avion de surveillance aérienne de fabrication nationale doté d'un radar a ouverture de synthèse. L'avion a radar rotatif(le Shaanxi KJ-500)viendrait plus tard .
En 2001, la manufacture d'avions de Shaanxi reçu donc l'ordre de développer un avion de surveillance aérienne sur la base de l'avion Y-8 (la version chinoise de Antonov An-12) . L'avion fut par la suite refait avec une antenne radar ayant un côté plat, et un autre radar électroniquement contrôlé à l'avant du fuselage.
Le premier prototype vola en 2005. En 2006, le deuxième prototype se crasha lors d'un test des systèmes de l'avion. À cause de cet accident, le projet stagna car un important prototype et du personnel clé avait été perdu. Le projet est officiellement fini depuis 2009

### En service
Le Shaanxi KJ-200 est entré en service au début de l'année 2009, et participa notamment au défilé aérien de la fête nationale chinoise.

### Accidents notables
Lors d'un vol d'essais le 4 juin 2006 un KJ-200 s'écrasa dans la région du xian de Guangde, tuant la totalité des 40 personnes qui se trouvaient à bord, principalement des techniciens et des ingénieurs. En septembre de la même année les enquêteurs de l'aviation civile chinoise rendirent un rapport qui faisait état d'un givrage important au niveau des ailes.

### Le Shaanxi ZDK-03
En novembre 2011 le Pakistan a pris livraison d'une version spécifique du KJ-200, exactement l'Y-8F-600, désignée ZDK-03Destiné aux mêmes missions que les avions chinois cet avion semble avoir été optimisé pour servir aux côtés des chasseurs General Dynamics F-16 Fighting Falcon et Chengdu JF-17 Thunder dont dispose la force aérienne locale. Son radar aurait d'ailleurs une plus grande portée que celui du Saab 2000
Pour le moment 5 exemplaires ont été livrés(dans ce chiffre est compris le prototype initial)

#### Shaanxi KJ-500[3]
Modèle sorti en 2015, développé en même temps que le KJ-200. Il s'agit d'une version développée à partir du plus performant Y-9 . Il possède donc des moteurs plus modernes plus de stabilisateurs et des hélices nouvelles générations par apport au KJ-200.

Doté d'un radar rotatif avec une portée de 200 à 300 km,contre 120 pour le KJ-200. Possédant 4500 km de rayon d'action avec ravitaillement en vol Et allant a 550 km/h à 2000 m. Il pèse 75 500 kg a pleine charge et a 12 membres d'équipage.

## Aspect technique
Le Shaanxi KJ-200 est un monoplan à aile haute mû par quatre turbopropulseurs à six pales chacun. Construit intégralement en métal, il se différencie extérieurement de l'avion de transport dont il est issu par le carénage installé sur l'extrados du fuselage, qui renferme le radar à synthèse d'ouvertureEricsson PS890 Erieye AESA. Divers autres carénages sont installés au niveau du nez, de l'empennage, et des extrémités de voilure.

## Utilisateurs
- Chine
  - Zhōngguó Rénmín Jiěfàngjūn Kōngjūn
- Pakistan
  - Force aérienne pakistanaise

### Développement liés
- L'Embraer R-99 brésilien utilise le même type de radar Ericsson PS890.

### Appareil comparables
Grumman E-2 Hawkeye
Beriev A-50
Boeing E-3 Sentry
Saab 340
Saab 2000
Boeing E-767
Boeing 737 AEW&C
Embraer R-99